# Cédric Fleureton
Cédric Fleureton (7 de noviembre de 1973) es un deportista francés que compitió en triatlón. Ganó dos medallas de plata en el Campeonato Europeo de Triatlón, en los años 2005 y 2006.

## Biografía

### Juventud
Aficionado a diversos deportes sin haberse dedicado plenamente a ninguno, Cédric Fleureton descubrió el triatlón a los 20 años, con el club E.C. Sartrouville Triathlon. En 1998, fue subcampeón de Francia universitario, un logro que él considera su mejor recuerdo. Este resultado le permitió clasificarse para los Campeonatos Mundiales Universitarios, donde finalizó en la posición 38. Al mismo tiempo, cursó estudios con éxito para obtener su BEESAN (certificación en Natación), su licenciatura en STAPS y su DEUG.

## Palmarés internacional
| Campeonato Europeo | Campeonato Europeo | Campeonato Europeo | Campeonato Europeo |
| Año                | Lugar              | Medalla            | Prueba             |
| ------------------ | ------------------ | ------------------ | ------------------ |
| 2005               | Lausana (Suiza)    | Medalla de plata   | Individual         |
| 2006               | Autun (Francia)    | Medalla de plata   | Individual         |